# Ланселот
Ланселот (енг. Lancelot, Launcelot) је један од најпознатијих ликова из неких верзја артуријанске легенде. Ланселот се у књижевности први пут појављује у делу Ерек и Едина француског писца  Кретјена де Троа. У француској књижевности 12. века настаје љубавна афера Гиневере и Ланселота, приказана као такозвана дворска љубав. Кроз развиће Ланслот-Грал циклуса Ланселот полако улази у општу радњу саме легедне као један од најбитнијих ликова и кључних ликова који резултирају у пропаст Камелота и Артурове владавине. 
Одгајан је од стране Госпе од Језера и по томе добио име од Језера (Ланселот од Језера). Касније се придружује двору краља Артура и његовој дружини витезова. У делу Смрт Артурова Томаса Малорија Ланселот има сина Галахада са Елејн од Корбеника, који постаје велики витез и проналази Свети грал. Поред Малорија и Кретјена о Ланселоту пишу и немачки и холански писци.  

## Историја

### Прва појављивања
Ланселотово име се први пут појављује у делу Кретјена де Троа Ерек и Енида (1170). Његово име споменуто је након Гавејновог и Ерековог, што показује његову важност као витеза. Његово следеће појављивање је у Кретјеновом Клижесу, где је његова улога већа у поређењу са претходним делом. Тек у делу Ланселот, витез од кола Ланселот постаје важан лик Артуријане и постаје познат као Ланселот од Језера (франц. Lancelot du Lac). Кретјен дело пише као да је његова публика већ упозната са Ланселотом и његовом причом, иако се доста информација о његовом ранијем животу први пут појављују у овом делу. У Ланселоту, витезу од кола Мелејагант киднапује Гиневру коју спашава Ланселот. Кретјен такође у Артуријанску легенду уводи аферу Гиневре и Ланселота.
Ланзелet, немачког аутора Улриха фон Зациховена, не садржи Гиневрину аферу са Ланселотом. Гиневру киднапује краљ Валерин, а Ланселот се венчава са принцезом Иблис (анаграм имена Sibil) Ово дело садржи причу о Ланселотовом детињству и као и у Кретјеновом делу, Ланселот је одгајан од стране водене виле након смрти његовог оца краља Панта. 

### Еволуција легенде
Ланселотов лик је даље развијен током раног 13. века у старофранцуском циклусу Вулгата, такође познат као Ланселот-Грал циклус. Ту се појављује у каснијим деловима, познатим као Ланселот у прози, Потрага за Светим гралом и Артурова смрт. Кретјен Ланселота није помињао о свом последњем делу Прича о Гралу које у средњовековну књижевност уводи потрагу за Светим гралом. Ланселот се први пут помиње заједно са Светим гралом у делу Perlesvaus (13. век). Ланселот у прози проширује причу: додељена му је породица, порекло из изгубљеног краљевства и многе даље авантуре. Већи део материјала у Ланселоту у прози из циклуса Вулгата је убрзо уклоњен и  измењен у циклусу Пост-Вулгата. Забрањена љубавна веза између Ланселота и Гиневре може се посматрати као паралела са Тристаном и Изолдом. Поред француских, постоје и холандска дела о Ланселоту у склопу Ланселотове Компилације (Lancelot Compilation) и садрже седам Артуријанских поема. У 15. веку Томас Малори наставља традицију Ланселот-Грал циклуса својим делом Le Morte D'Arthur и представља Ланселота као Артуровог најбољег витеза.

## Ланселот, од рођења до смрти

### Рођење и детињство
По циклусу Вулгата, Ланселот је рођен на граници између Галије и Бретање као Галахад, син краља Бана од Бенвика и његове жене Елејн. Након напада на своје краљевство краљ Бан и краљица Елејн беже са Ланселотом. Ланселот бива украден од стране Госпе од језера и она га одгаја у вилинском свету где он расте брже него у људском свету и добија име од Језера. Три године касније Ланселот се враћа у људски свет .
Његови рођаци Лајонел и Борс Млађи, синови краља Борса од Галије, постају Ланселотови пријатељи и пратиоци. Ланселотови остали значајни преживели рођаци често укључују Блеобериса де Ганиса и Хектора де Мариа међу осталим и обично далеким рођацима. Многи од њих ће му се такође придружити као витезови Округлог стола.

### Ланселот и Артур
У почетку познат само као безимени Бели витез, у сребрном оклопу и на белом коњу, млади Ланселот (тврди да има 18 година, иако се касније открива да му је заиста само 15 година) стиже у Артурово краљевство са Госпом од језера да би га краљ по њеном налогу прогласио витезом. Госпа од Језера га опрема моћним магичним прстеном који може да распрши сваку чаролију (као што то чини и његова анонимна вила хранитељица у Кретјеновој верзији; касније делови Ланселот-Грал циклуса кажу да му је дала Гиневра). Она му такође даје друге зачаране предмете са различитим способностима, укључујући копље, мач, шатор и огледало. Она и друге виле настављају да му помажу кроз цео циклус Вулгата.
У циклусу Вулгата, Бели витез касније ѕа своје име узима име свог деде, краља Ланселота, након што је открио његов идентитет. У циклусу Пост-Вулгата, где Ланселот више није централни протагониста, он долази сам на Артуров двор и замало побеђује самог краља на њиховом првом сусрету не знајући његов идентитет (Артуров магични мач, намењен само за краљевство и правду, сломљен или у овој борби или у борби против краља Пелинора). На крају постаје витез Округлог стола након што је ослободио Артуровог нећака Гавејна из непријатељског заточеништва.
По витешком кодексу витез је дужан да служи Богу, господару и дами. Код Ланселота долази до сукоба дужности када његова афера са Гиневром почне. Он треба да служи свом господару, Артуру, и тиме што је тајној љубавној вези са Артуровом женом крши ту дужност.

### Ланселот и Гиневра
Одмах по његовом доласку, Ланселот и млада краљица Гиневра се заљубљују, а једна од њихових авантура укључује спасавање Гиневре од отмице од стране Артуровог непријатеља Мелејаганта. Тачно време и редослед догађаја разликују се од извора до извора, а неки детаљи се налазе само у одређеним изворима. Епизода Мелејаганта је заправо означила крај оригиналне, нецикличне верзије Ланселота у прози, која говори само о његовом детињству и раној младости.
У Малоријевој Смрти Артуровој, Ланселотово спасавање краљице од Мелејаганта и почетак афере дешавају се касније у причи, тек након Ланселотовог неуспеха у потрази за гралом. Малори приказује Ланселота као једаног од главних вођа у рату са Римљанима, он такође спашава рањеног Бедивера током последње битке против цара Луција. Пошто је већи део Смрти Артурове нехронолошки, римска епизода се заправо дешава у другој књизи , пре треће књиге која прича о Ланселотовој младости.
Ланселотове почетне авантуре као витеза луталице из циклуса Вулгата су ушле у Мелоријево дело, од победе на турниру на ком се бори у име краља Багдемага, преко убиства моћног зликовца Туркина који је држао неколико Артурових витезова у заробљеништву, до победе у двобоју након издаје девојке где је ненаоружан успео да се одбрани од њеног мужа Фелота. У авантурама ексклузивним за циклус Вулгата, његова даља велика дела укључују убијање више змајева и дивова. Он такође игра одлучујућу улогу у рату против Саксонаца у Лотијану (Шкотска), када поново спасава Артура и Гавејна (што чини у неколико различитих наврата).
Ланселот посвећује своја дела својој дами Гиневри, делујући у њено име као њен витез. У једном тренутку, он полуди када га Морганa наведе да верује да Гиневра сумња у његову љубав све док га Госпа од језера не пронађе и излечи. Ланселот привремено губи разум и током његовог кратког заточеништва у затвору саксонске вешрице Камиле, након чега га поново лечи Госпа од језера. Мотив његових понављајућих епизода лудила и самоубилачких тенденција (обично у вези са лажним или стварним вестима о смрти Гавејна или Гејлхаута) се често враћају кроз Вулгат, а понекад и у другим верзијама. Он такође може имати мрачнију, насилнију страну која је обично потиснута витешким кодексом, али се лако може ослободити у тренуцима акције. Ланселот (до тада је још увек био само Бели витез) осваја сопствени замак у Британији, познат као Џојус Гард (Joyous Gard), где сазнаје своје право име и узима име свог славног деде Ланселота као своје. Уз помоћ краља Артура, Ланселот тада побеђује Римљане и поново изграђује краљевство свог оца. На крају, ипак одлучује да остане у Камелоту.

### Ланселот и Гејлхаут
Ланселот, прерушен као Црни витез такође игра одлучујућу улогу у рату између Артура и моћног страног освајача, принца Гејлхаута. Гејлхаут жели да освоји Артурово краљевство, али га запањују Ланселотови невероватни потези на бојном пољу и нуди му било какаву услугу, а за узврат моли Ланселота да проведе једну ноћ са њим у биваку. Ланселот прихвата и користи своју услугу да захтева да се Гејлхаут мирно преда Артуру. Тачна природа Гејлхаутових осећања према Ланселоту предмет је дебате међу савременим научницима, при чему неки то тумаче као интимно пријатељство, а други као љубав сличну оној између Ланселота и Гиневре.У почетку, Ланселот наставља да служи Гејлхауту у његовој родној земљи, где му се Гиневра придружује. Артур касније позива Галахаута да се придружи Округлом столу. Упркос овом срећном исходу, Гејлхаут је тај који убеђује Гиневру да може да узврати Ланселоту наклоност, догађај која бар делимично утиче на каснији пад Камелота. 

### Галахад и Свети грал
Принцеза Елејн од Корбеника, ћерка Краља Рибара (заштитник Светог грала), заљубљује се у Ланселота и уз помоћ магије успева да превари Ланселота да поверује да је она Гиневра, и тако га тера да спава са њом. Трудноћа која је уследила резултирала је рођењем његовог сина Галахада, кога ће Елејн послати да одраста без оца. Галахад се касније појављује као Добри Витез, тачно како је Мерлин прорекао, предодређен за велика дела, и који ће пронаћи Свети Грал. Али Гиневра сазнаје за његову превару и постаје бесна када открије да је Елејн натерала Ланселота да спава са њом уз помоћ магије по други пут и то у Гиневрином замку. Она криви Ланселота и протерује га из Камелота. Сломљен њеном реакцијом, Ланселот поново полуди. Он бежи и нестаје, лутајући дивљином неколико година. За то време за њим трагају Гиневра и остали. На крају се враћа у Корбеник. Ланселот, коме је као кроз вео показан Свети грал, је тиме излечен од свог лудила. Он затим одлучује да живи са Елејн на удаљеном острву, где је познат као Зли витез (догађај који такође користи Малори). Након десет година, Ланселота коначно проналазе Персевал и Ектор, које је у међувремену Гиневра послала да га траже.
По повратку у Камелот, Ланселот учествује у великој потрази за Светим гралом. Потрагу је покренуо Ланселотов син, млади Галахад, који је победио свог оца у двобоју током Галахадовог драматичног доласка у Камелот, између осталих поступака који су га доказали као најсавршенијег витеза. Након даљих авантура, током којих доживљава пораз и понижење, самом Ланселоту је поново дозвољено само да види грал јер је прељубник и од вере у Бога су га одвратиле земаљске почасти. Уместо тога, његов духовно чисти син је тај који на крају проналази грал. Галахадови такође невини сапутници, Ланселотов рођак Борс и Персевал, тада сведоче о његовом узнесењу на небо.

### Смрт
Ланселотова афера са Гвиневером постаје деструктивна сила, која је величана и оправдана у циклусу Вулгата, али осуђивана у циклусу Пост-Вулгата. Након неуспеха у потрази за гралом, Ланселот покушава да живи чедним животом, наљутивши Гиневру која га тера од себе, али се убрзо мире и њихова тајна афера се наставља. Малори у Смрти Артуровој каже да су Мордред и Агравејн саопштили Артуру да га Гиневра вара и у борби између Ланселота и витезова Округлог стола он убија тринаест витезова. Ланселот такође спашава Гиневру како не би горела на ломачи, и тада убија још витезова, неки од њих су Гавејнова два брата.  Ланселот Гиневру одводи до свог замка где ће она бити заштићена.
Убиство Артурових лојалних витезова, укључујући неке од краљевих рођака, покреће догађаје који су довели до издаје од стране Мордреда и Артурове смрти. Грађански рат између Артура и Ланселота уведен је у Вулгату Mort Artu, где је заменио велики римски рат који се одиграо на крају Артурове владавине. Гавејн и Артур опседају Ланселота код Џојус Гарда два месеца, а затим га са својом војском прогоне у Галију (Француска kod Малорију). Коначни резултат овога је издаја Артура од стране Мордреда, краљевог сина, који објављује лажну вест о Артурову смрт како би преузео престо. У једној од борби између Гавејна и Ланселота, Гавејн бива рањен, и та рана се у борби против Мордреда поново отворила и резултирала у смрт. Пошто је Ланселот примио писмо од умирућег Гавејна у којем му нуди опроштај и тражи његову помоћ у борби против Мордреда, Ланселот жури да се врати у Британију са својом војском, само да би чуо вест о Артуровој смрти у равници Солсбери (романска верзија битке од Камлана). Он одлази да види Гиневру, која се замонашила, последњи пут и након тога постаје монах. Такође се постарао да Гиневра буде сахрањена поред Артура, и након тога и сам умире од туге. Сахрањен је у Џојус Гарду поред Гејлхауда.